# 6-Stunden-Rennen von Mosport 1980

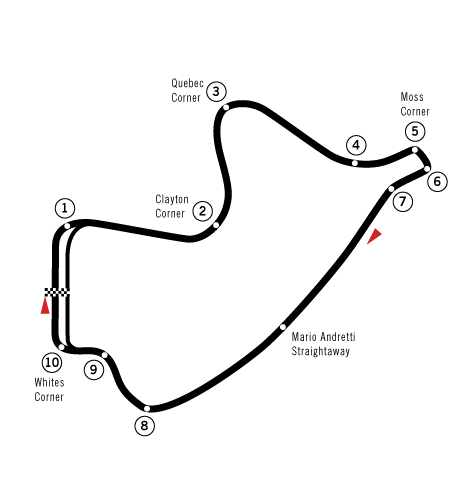
Streckenlayout des Canadian Tire Motorsport Park

Das 6-Stunden-Rennen von Mosport 1980, auch The Molson Canadian 1000, Six-Hour World Championship Race, An Event In The Molson Summer of Racing, Mosport, fand am 17. August auf dem Canadian Tire Motorsport Park statt und war der 13. Wertungslauf der Sportwagen-Weltmeisterschaft dieses Jahres.

## Das Rennen
Das Rennen in Mosport war einer der sechs Weltmeisterschaftsläufe, die 1980 sowohl zur Fahrer- als auch zur Markenmeisterschaft zählten. Außerdem zählte die Veranstaltung zur IMSA-GT-Meisterschaft dieses Jahres. Für den britischen Rennfahrer John Fitzpatrick war der Gesamtsieg in Mosport der erste Erfolg bei einem Weltmeisterschaftslauf in diesem Jahr. Fitzpatrick war 1980 ein vielbeschäftigter Fahrer. 25-mal war er in Nordamerika und Europa (dort fuhr er unteren anderem als Gaststarter in der Deutsche Rennsport-Meisterschaft) am Start, der Rennsieg in Kanada war sein neunter Saisonerfolg (insgesamt waren es 11). Teamkollege von Fitzpatrick war sein Landsmann Brian Redman.
Fitzpatrick und Redman steuerten einen von Dick Barbour gemeldeten Porsche 935 K3/80 und siegten mit einer halben Runde Vorsprung auf Vater und Sohn Paul, die ebenfalls einen Porsche 935 fuhren.

## Ergebnisse

### Schlussklassement
| 1               | GTX | 6  | Dick Barbour Racing Sachs USA       | John Fitzpatrick Brian Redman                   | Porsche 935 K3/80            | 245 |
| 2               | GTX | 18 | JLP Racing                          | John Paul senior John Paul junior               | Porsche 935 JLP-2            | 245 |
| 3               | GTX | 00 | Interscope Racing                   | Ted Field Danny Ongais                          | Porsche 935 K3/80            | 244 |
| 4               | GTX | 14 | Lancia Corse Italia                 | Hans Heyer Walter Röhrl                         | Lancia Beta Montecarlo Turbo | 241 |
| 5               | GTX | 4  | Dick Barbour Racing Sachs USA       | Skeeter McKitterick Rick Mears                  | Porsche 935 K3               | 237 |
| 6               | GTX | 5  | Racing Associates                   | Paul Miller Bob Akin Kees Nierop                | Porsche 935 K3               | 234 |
| 7               | GTX | 16 | Jolly Club of Milan                 | Carlo Facetti Martino Finotto                   | Lancia Beta Montecarlo Turbo | 232 |
| 8               | GTO | 44 | JRT Quaker State                    | Bob Tullius Bill Adam                           | Triumph TR8                  | 223 |
| 9               | GTU | 17 | Racing Beat                         | John Morton Jeff Kline Walt Bohren              | Mazda RX-7                   | 218 |
| 10              | GTO | 46 | De Narváez Enterprises              | Mauricio de Narváez Tony Garcia                 | Porsche Carrera RSR          | 215 |
| 11              | GTU | 47 | Brad Frisselle Racing               | Brad Frisselle Roger Mandeville                 | Mazda RX-7                   | 214 |
| 12              | GTU | 73 | Z & W Enterprises                   | Ernesto Soto Pierre Honegger                    | Mazda RX-7                   | 208 |
| 13              | GTX | 86 | Bayside Disposal Racing             | Hurley Haywood Bruce Leven                      | Porsche 935/80               | 205 |
| 14              | GTO | 50 | Fritz Hochreuter                    | Fritz Hochreuter Rainer Brezinka Norm Ridgely   | Porsche 911                  | 204 |
| 15              | GTU | 62 | Koll Motor Sport                    | Bill Koll Jim Cock                              | Porsche 911                  | 202 |
| 16              | GTO | 48 | Dynasales                           | Phil Currin John Carusso                        | Chevrolet Corvette           | 195 |
| 17              | GTX | 36 | Climax Racing                       | Ludwig Heimrath junior Brian Hardacre Jon Reski | Porsche Carrera              | 155 |
| 18              | GTO | 42 | Bruce Kulczyk                       | Peter Bulkowski Bruce Kulczyk                   | Triumph TR8                  | 120 |
| Ausgefallen     |     |    |                                     |                                                 |                              |     |
| 19              | GTX | 09 | Thunderbird Racing                  | Dale Whittington Preston Henn                   | Porsche 935 K3               | 219 |
| 20              | GTX | 15 | Lancia Corse Italia                 | Piercarlo Ghinzani Bernard Darniche             | Lancia Beta Montecarlo Turbo | 186 |
| 21              | GTU | 23 | Raytown Datsun                      | Dick Davenport Frank Carney                     | Datsun 280ZX                 | 136 |
| 22              | GTX | 07 | Heimrath Racing                     | Ludwig Heimrath senior Johnny Rutherford        | Porsche 935                  | 127 |
| 23              | GTX | 80 | Carter Racing                       | Maurice Carter Richard Valentine                | Chevrolet Camaro             | 104 |
| 24              | GTO | 69 | Bytzek Litens Automotive            | Klaus Bytzek Rudy Bartling                      | Porsche Carrera RSR          | 103 |
| 25              | GTX | 9  | Dick Barbour Racing Apple Computers | Bobby Rahal Bob Garretson                       | Porsche 935 K3               | 98  |
| 26              | GTO | 54 | Montura Racing                      | Terry Herman Albert Naon                        | Porsche Carrera RSR          | 64  |
| 27              | GTO | 33 | Fifth Essence Racing                | Eppie Wietzes Jacques Bienvenue                 | Chevrolet Corvette           | 59  |
| 28              | GTU | 34 | Drolsom Racing                      | George Drolsom Hugh Davenport                   | Porsche 911                  | 59  |
| 29              | GTU | 95 | NTS Racing                          | Fred Stiff Sam Posey                            | Datsun 240Z                  | 58  |
| 30              | GTO | 68 | Hector Huerta Racing                | Luis Mendez Mandy Gonzalez                      | Porsche Carrera RSR          | 56  |
| 31              | GTO | 72 | Murray Edwards                      | Murray Edwards Craig Carter                     | Chevrolet Corvette           | 54  |
| 32              | GTU | 7  | Racing Beat                         | Jim Downing Walt Bohren Jeff Kline              | Mazda RX-7                   | 32  |
| Nicht gestartet |     |    |                                     |                                                 |                              |     |
| 33              | GTX | 0  | Interscope Racing                   | Ted Field Danny Ongais                          | Porsche 935 K3               | 1   |
| 34              | GTO | 02 | Paul Canary                         | Paul Canary Jim Sanborn                         | Chevrolet Corvette           | 2   |
| 35              | GTU | 22 | Alps Restoration                    | Peter Aschenbrenner Gary Hirsch                 | Porsche 914/6                | 3   |
| 36              | GTO | 90 | Neil Wiernicki                      | Neil Wiernicki Michael Wiernicki Thomas Rynone  | Chevrolet Corvette           | 4   |
| 37              | GTU | 64 | Alan Johnson Racing                 | Dennis Aase Alan Johnson                        | Porsche 911                  | 5   |

1 nicht gestartet
2 nicht gestartet
3 nicht gestartet
4 nicht gestartet
5 nicht gestartet

### Nur in der Meldeliste
Hier finden sich Teams, Fahrer und Fahrzeuge, die ursprünglich für das Rennen gemeldet waren, aber aus den unterschiedlichsten Gründen daran nicht teilnahmen.
| Pos. | Klasse | Nr. | Team                     | Fahrer                                   | Chassis             |
| ---- | ------ | --- | ------------------------ | ---------------------------------------- | ------------------- |
| 38   | GTO    | 01  | T & R Racing             | Tico Almeida Rene Rodriguez Fred Flaquer | Porsche Carrera RSR |
| 39   | GTX    | 10  | Chris Cord Racing        | Chris Cord Jim Adams                     | Chevrolet Monza     |
| 40   | GTX    | 13  | Spirit of Nevada         | Randolph Townsend Harald Grohs           | Chevrolet Monza     |
| 41   | GTX    | 25  | Red Lobster Racing       | Dave Cowart Kenper Miller                | BMW M1              |
| 42   | GTX    | 30  | Momo Electrodyne         | Giampiero Moretti                        | Porsche 935J        |
| 43   | GTX    | 59  | Brumos Porsche           | Peter Gregg                              | Porsche 935/79      |
| 44   | GTU    | 85  | John Hulen               | John Hulen Ron Coupland                  | Porsche 914/6       |
| 45   | GTO    | 88  | David Deacon             | David Deacon Peter Moennick              | Porsche Carrera     |
| 46   | GTO    | 91  | Framm Promotions         | Roger Schramm Werner Frank               | Porsche Carrera RSR |
| 47   | GTX    | 94  | Whittington Bros. Racing | Bill Whittington Don Whittington         | Porsche 935/79      |
| 48   | GTO    | 99  | Full-Time Racing         | Kal Showket Phil Curren                  | Chevrolet Corvette  |

### Klassensieger
| Klasse | Fahrer           | Fahrer       | Fahrer      | Fahrzeug         | Platzierung im Gesamtklassement |
| ------ | ---------------- | ------------ | ----------- | ---------------- | ------------------------------- |
| GTX    | John Fitzpatrick | Brian Redman |             | Porsche 935K3/80 | Gesamtsieg                      |
| GTO    | Bob Tullius      | Bill Adam    |             | Triumph TR8      | Rang 8                          |
| GTU    | John Morton      | Jeff Kline   | Walt Bohren | Mazda RX-7       | Rang 9                          |

### Renndaten
- Gemeldet: 48
- Gestartet: 32
- Gewertet: 18
- Rennklassen: 3
- Zuschauer: unbekannt
- Wetter am Renntag: warm und trocken
- Streckenlänge: 3,957 km
- Fahrzeit des Siegerteams: 6:00:11,807 Stunden
- Gesamtrunden des Siegerteams: 245
- Gesamtdistanz des Siegerteams: 969,557 km
- Siegerschnitt: 161,504 km/h
- Pole Position: John Fitzpatrick – Porsche 935K3/80 (#6) – 1:20,015 = 178,048 km/h
- Schnellste Rennrunde: Danny Ongais – Porsche 935K3/80 (#00) – 1:19,960 = 178,171 km/h
- Rennserie: 13. Lauf zur Sportwagen-Weltmeisterschaft 1980